# میلاتوزومب
میلاتوزومَـب (انگلیسی: Milatuzumab) یک پادتن مونوکلونال ضد CD74 است که برای درمان مولتیپل میلوما، لنفوم‌های غیرهاجکین و لوسمی مزمن لنفاوی (CLL) به‌کار می‌رود.
این دارو نخستین پادتن ضد CD74 است که وارد مرحلهٔ آزمایش‌های انسانی شد. سازمان غذا و داروی آمریکا آن را وارد فهرستِ داروهای کم‌کاربرد نموده‌است. در سال ۲۰۱۰ میلادی، گروهی از پژوهشگران، این دارو را با دوکسورابیسین ترکیب کردند تا از آن برای درمان موارد مقاوم‌به‌درمان مولتیپل میلوما استفاده نمایند و قرار بود تا آزمایش‌های بالینی آنها در سال ۲۰۱۳ به اتمام برسد، اما تا سال ۲۰۱۶ هیچگونه نتیجه‌ای از این کارآزمایی بالینی اعلام یا منتشر نشده بود.